# 군산시의 지질

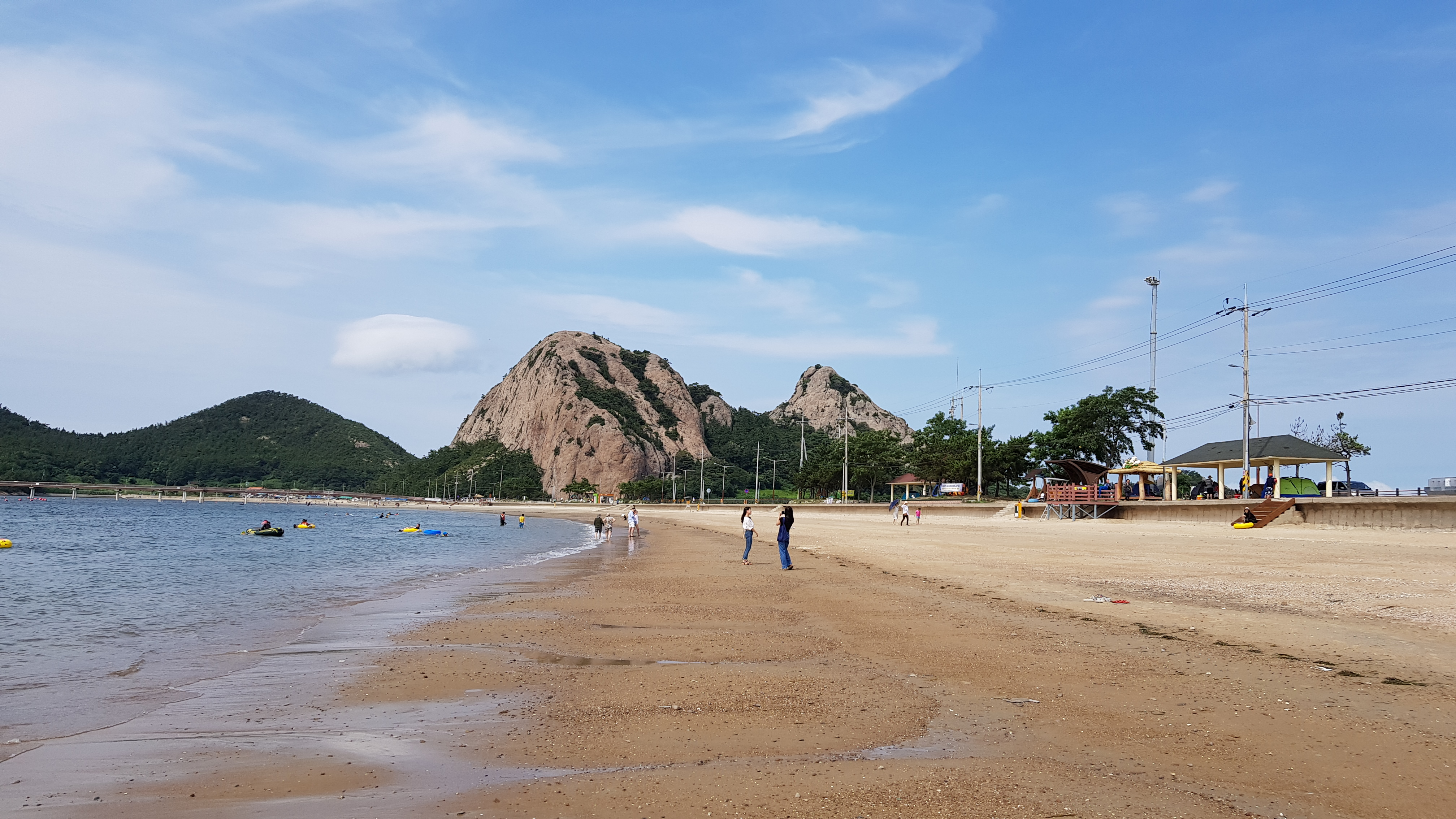
선유도의 모습. 멀리 산에 노출된 회백색 암석은 중생대 백악기 선유도 유문각력암(Ksrb)에 해당하는 암석이다.

본 문서에서는 전북특별자치도 군산시의 지질에 대해 설명한다.

## 개요
군산시는 경기 지괴의 남서쪽 끝에 위치하고 있으며, 군산시의 지질은 고원생대의 편마암류, 신원생대-고생대의 변성 퇴적암류, 중생대의 화강암과 퇴적암 등으로 구성된다.

## 선캄브리아기와 고생대

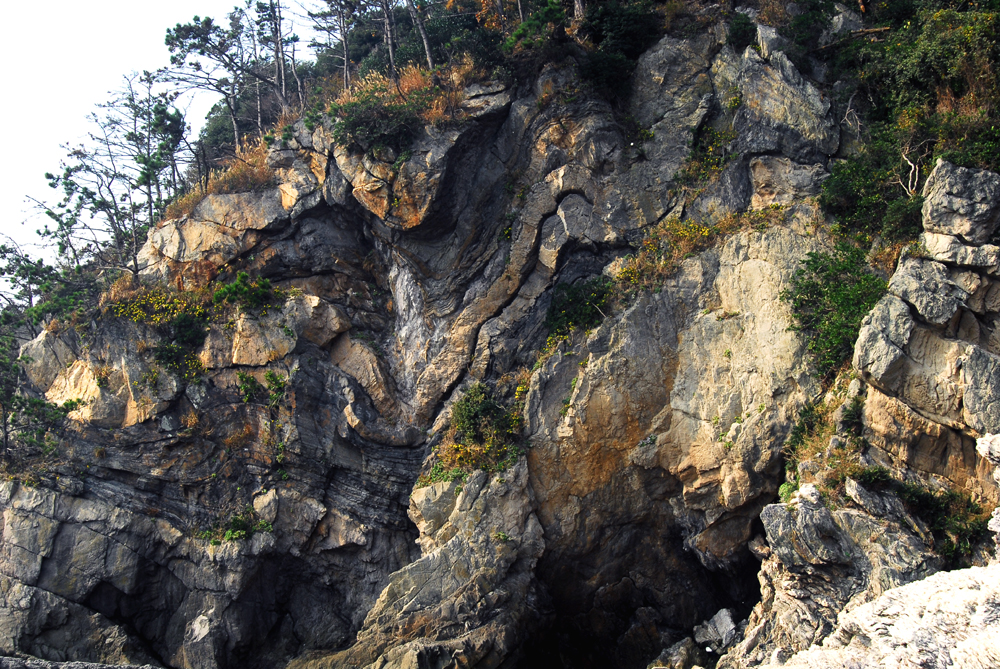
군산 말도 습곡구조

선캄브리아기의 암석은 군산시 북동부 성산면, 나포면 지역과 군산시내 미제저수지 주변에 분포한다.
육상

### 고원생대 편마암
고원생대 흑운모 편마암(PPrbgn; Paleoproterozoic biotite gneiss)은 이 지역에서 가장 오래된 암석이며 최하부의 암석층이다. 이 암석은 사정동-조촌동 간 통매산 주변과 개정동-구암동-개정면 경계 지역, 옥산면 쌍봉리-남내리 간 대황산(95.1 m) 주변, 성산면 창오리와 대명리의 동부 지역과 도암리와 고봉리, 개정면 아동리와 운회리, 아산리와 발산리, 통사리의 대부분 지역, 대야면 보덕리의 대초산 주변과 산월리 산악 지역, 나포면 부곡리, 임피면 축산리와 읍내리 지역에 분포하며 옥서면 옥봉리 산동마을 부근에 아주 조금 분포한다. 군산 동부 지역에서 흑운모 편마암을 관입한 안구상 흑운모 편마암은 지르콘 SHRIMP U-Pb 분석결과 1882±11Ma, 1876±10Ma, 엽리상 우백질 화강암은 1846±10Ma 등의 연령(약 18억 년 전)을 나타내 이 암석의 지질시대는 고원생대로 추정된다.
고원생대 화강 편마암(PPrggn; Paleoproterozoic granitic gneiss)은 군산시 구암동 구암산 일대와 조촌동 현대아파트 부근에 분포한다.
고원생대 안구상 편마암(PPragn)은 군산시 성산면 여방리-대명리-산곡리-대야면 보덕리의 대명산-망경산-고봉산 그리고 나포면 부곡리-임피면 사이의 용천산 주변 산악 지역에서 흑운모 편마암을 관입하며 분포한다. 국도 제27호선과 인근 지방 도로를 따라 좋은 노두가 관찰된다.

### 신원생대 금성리층
신원생대 금성리층(NPrg; Neoproterozoic geumseongri formation) 또는 운모편암(PZms; Paleozoic mica schist)은 군산시 월명동 월명산과 나운동, 미룡동 은파유원지 주변, 옥구읍 옥정리, 상평리, 옥산면 당북리와 청암산, 금성리의 금성산 일대, 군산저수지 남측과 회현면 세장리와 고사리에 분포하는 신원생대 또는 고생대의 변성퇴적암 지층이다. 이리 지질도폭 지역에서는 쇄설성 지르콘을 추출하여 이에 대한 분석 결과 가장 젊은 지르콘의 연령이 806 Ma (8억 년 전)로 나타나 고생대 지층으로 보았으나 군산 지질도폭에서는 천매암을 포함하고 있는 석영 운모 편암의 변성 양상을 감안하여 신원생대 지층으로 분류하였다.

### 신원생대 임피층
신원생대 임피층(NPrip; Neoproterozoic impi formation)은 군산시 ㅇ임피면(축산리, 읍내리, 미원리 제외)과 그 남북의 서수면 서수리, 대야면 건장산과 용화산 일대에 분포하며, 옥산면 원우리, 청하면 소토리–화포리에 일부가 분포한다. 임피층은 하부의 흑운모 편마암을 부정합으로 덮고 중생대 복운모 화강암에 관입당했다. 임피층은 주로 석영-장석질 내지 석회질의 엽층리와 운모가 많은 이질(泥質)의 엽층리가 교호(交互)하는 편암으로 구성된다. 편암 내에는 다수의 규암층이 능선을 따라 발달하나 연장성은 좋지 않다. 지형적으로 저지대를 형성하고 있으며 신선한 노두는 거의 없고 임피면 보석리 금굴제 동편 도로변에서 작은 규모의 층상 규암을 관찰할 수 있다. 편암의 주요 구성 광물은 단사휘석, 각섬석, 흑운모, 사장석, 석영 등이다.

### 고생대 옥산층
고생대 옥산층(Pzos)은 군산시 회현면 군산저수지와 대위저수지 북동부의 고사리 일대에 북서–남동 방향의 대상(帶狀)으로 분포한다. 북서 방향의 주향과 북동 방향의 경사를 갖는 천매암에서부터 편암에 이르는 다양한 암상으로 구성된다. 남서쪽으로 하부의 운모편암을 부정합으로 덮으며 북동쪽은 신원생대 임피층에 의해서 스러스트 단층 관계로 덮인다.
방축도 도서

### 신원생대 방축도층
신원생대 방축도층(NPrb; Neoproterozoic bangchuk lsland formation)은 방축도와 그 주변 말도, 보농도, 명도, 광대도, 소횡경도, 횡경도에 분포하는, 사암, 역암, 역질 사암, 이암 등으로 구성된 퇴적암층이다. 방축도층은 말도, 보농도, 명도 일대에서 신원생대의 각섬암(NPram)에 의해 관입되어 있다.

### 신원생대 각섬암
신원생대 각섬암(NPram; Neoproterozoic hornblende)은 말도, 보농도, 명도 지역에 대략 동-서 방향으로 대상으로 분포하고 있으며 방축도층을 관입하고 있다. 말도 지역의 각섬암은 방축도층에 속하는 암회색 이암을 관입하였다. 암맥상으로 방축도층을 관입하고 있는 각섬암은 야외 노두에서 각섬석과 장석 등으로 구성되어 있으며 엽리의 발달이 미약하다.

### 군산 말도 습곡구조
군산 말도 습곡구조는 전북특별자치도 군산시 옥도면 말도에 있는 습곡 구조이다. 2009년 6월 9일 대한민국의 천연기념물 제501호로 지정되었다. 군산 옥도면 말도의 선캄브리아기(신원생대) 지층은 심한 변성과 변형작용]]에도 불구하고 연흔과 사층리 등의 퇴적구조를 아직까지도 잘 간직하고 있다. 국내에서 보기 힘든 희귀한 구조들(충상의 듀플렉스 구조, 여러 단계에 걸쳐 만들어진 중첩된 습곡 등)도 포함되어 있으며 보존상태도 매우 양호하다.

## 중생대쥐라기퇴적암 (남포층군?)
암회색 이암과 세립 내지 중립 사암, 역암 등의 조합을 이루는 지층이 군산시 해망동, 소룡동, 미룡동을 거쳐 옥구읍 일대까지 남-북 방향으로 길게 분포한다. 이 암석은 보령 일대 남포층군의 연장임일 가능성이 높다.

### 이암 및 사암
이암 및 사암(Jms; Jurassic mudstone and sandstone)은 해망동에서 국립군산대학교 지역을 거쳐 옥구읍까지 남-북 방향으로 길게 분포한다. 이 지층은 신원생대 금성리층 및 백악기 산북동층과 각각 동쪽과 서쪽에서 단층으로 접촉하며, 역암 및 이암에 덮힌 것으로 보인다. 이 암석은 암회색 이암이 우세하고 세립 내지 중립질사암이 협재되나 옥구읍 선제리 동마산 동쪽 일대에서는 이암과 사암이 호층으로 발달한다. 월명저수지 서쪽 소룡동 일대의 노두는 암회색 이암과 담색의 사암이 교호하는 양상을 보여준다. 국립군산대학교 북쪽삼거리 서쪽노변에서 암회색 이암이 분포하는데 약간의 변성 작용을 받은 양상을 띠며 천매암에 가깝다.

### 역암 및 이암
역암 및 이암(Jcg; Jurassic conglomerate and sandstone)은 충남탄전 남포층군의 조계리층에 해당될 것으로 보이며 군산시 소룡동 월명저수지 일대와 옥구읍 오곡리, 어은리 일대에 분포한다. 월명저수지 북쪽 산책로를 따라 발달한 연속 노두에서이 지층은 역암, 역질 사암, 암회색 이암, 사암 등으로 구성된다.

## 중생대쥐라기화강암
중생대에 관입한 화강암류는 군산시 일부 지역에만 분포한다.

### 흑운모 화강암
흑운모 화강암(Jbgr; Jurassic biotite granite)은 옥구읍 어은리의 둔산(32.8 m) 주변과 회현면 월연리의 월하산 지역에 조금 분포한다.

### 복운모 화강암
복운모 화강암(Jttmgr)은 정장석 반정을 함유하는 조립 내지 중립질의 화강암으로 군장산업단지인 비응도, 오식도, 내초동, 옥서면 옥봉리 그리고 서수면 금암리-화등리-마룡리 일대에 분포한다. 군장산업단지 서쪽 비응도와 옥서면 옥봉리 일대의 복운모 화강암의 노두는 육안상 홍색을 띠며 알칼리 장석이 함유된 화강암이다. 이 암석의 절대 연령은 약 1억 7천만년 전이며 주요 구성 광물은 흑운모, 백운모, 녹염석, 사장석, 정장석, 석영 등이 있고, 부 구성 광물로 티타나이트, 저어콘이 있다.

## 중생대백악기퇴적암

### 난산층
난산층(Kn; Nansan formation)은 옥서면 선연리 난산, 화산 일대와 옥구저수지 북쪽 개사동, 옥도면 신시도, 곶리도에 소규모로 노출되어 있다. 난산층은 주로 자홍색의 역암, 역질사암, 사암 등으로 구성된다. 신시도 선착장 남쪽 노변에서 난산층의 상위에 야미도 유문암이 있으며 이 유문암의 암석 절대 연령이 93.6±2.1Ma (약 9300만 년 전)임을 감안할 때 난산층의 지질시대는 백악기 전기 지층으로 추정된다.

### 산북동층과군산 산북동 공룡과 익룡발자국 화석산지

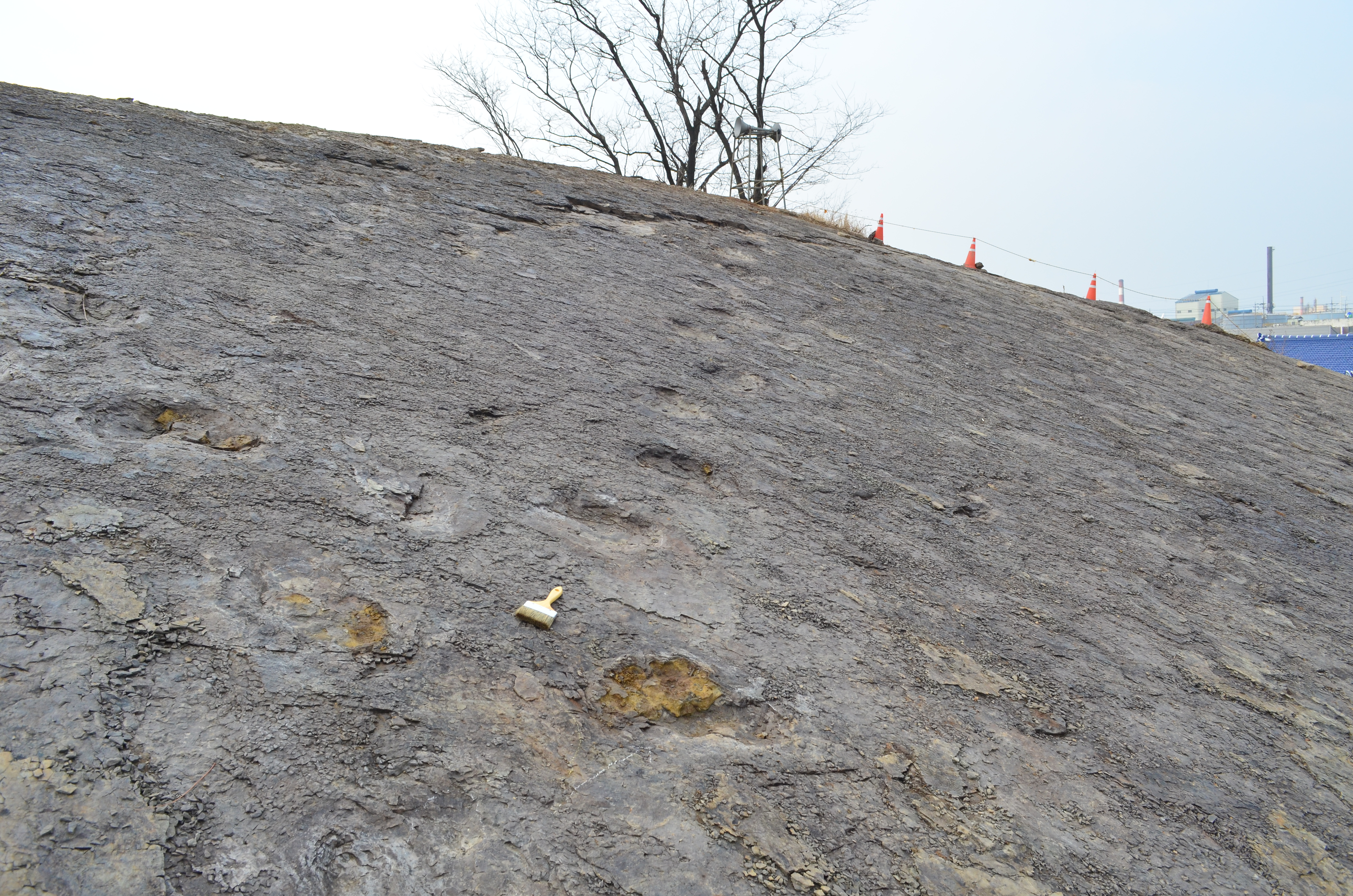
군산 산북동 공룡과 익룡발자국 화석산지

산북동층(Ks; Sanbukdong formation)은 군산시 산북동, 미성동 일대와 군장산업단지 북쪽 하안에 분포하며, 주로 암회색 이암으로 구성되고 곳에 따라 자홍색 사암 및 이암, 담회색 사암 등으로 구성된다. 산북동 문창마을 부근에는 주로 암회색 이암으로 구성되고 사암과 응회질 퇴적암이 이암에 협재한다. 지층면에는 연흔이나 빗방울 자국이 발달하기도 한다. 이 일대에서 다수의 화석이 발견되었다. 
군장산업단지 부근의 금강 하구 변에도 산북동층이 분포하며, 매립 이전에 있던 입이도(入耳島)란 섬의 북쪽 자락에 해당된다. 공단 대도에서 농지로 진입하는 입이도 남쪽 OCI 회사 건너편 도로에는 회색 이암과 사암층이 노출되어 있었으며 2013년 7월 도로확장과 사면정리로 드러난 사면에서 공룡 발자국 화석이 발견되었다. 이 노두에서는 건열(mud crack)과 벌레구멍(burrow) 등도 발견된다. 
산북동층은 쥐라기의 복운모 화강암(Jtmgr)을 부정합으로 덮는 것으로 추정되며 지층의 주향은 대개 북북서-남남동 내지 북서-남동 방향에 북동 방향으로 경사져 있어 산북동층 동측에 발달하는 쥐라기 퇴적층(Jms, Jcg)과는 단층으로 접촉될 것으로 추정된다. 산북동층의 두께는 300 m 이상으로 추정된다.
고생물 조사 과정에서 군산 산북동 공룡과 익룡발자국 화석산지가 발견되었다. 산북동층에서 발견된 식물화석의 동정결과를 종합하면 다음과 같다. 모두 구과상 나자식물인 송백류로 볼치아목(目)에 속하는 장린삼과(科)와 편백과(科)로, 요즘의 삼나무와 편백나무 종류에 해당된다고 할 수 있다. 산북동 문창마을 부근 노변 노두에서 식물화석 이외에도 저서성 갑각류인 Estherites의 화석이 다수 발견되고 있다. 군장산업단지 남쪽 산북동의 신설 공사구간의 산북동층에서는 공룡 발자국이 발견되었으며, 이 노두에서 다섯 개 이상의 보행렬이 확인된다.
- Class Coniferopsida(松柏綱)
  - Order Voltziales(볼치아目)
    - Family Cheirolepidaceae
      - Pseudofrenelopsis sp. cf. P. parceramosa
      - Pseudofrenelopsis sp.

    - Family Cupressaceae(扁柏科)
      - Cupressinocladus sp.
      - Cone structure of Taxodiaceae(솔방울)

### 비안도층
비안도층(Kb; bian island formation)은 군산시 옥도면 비안도리 일대의 비안도, 두리도, 약도, 치두도 일대에 분포하는 퇴적암과 사당도 일대 응회암 및 응회질 퇴적암이다. 비안도 일대에서 비안도층은 대개 북서-남동 방향의 주향에 북동 22~30°경사를 보여주고 있다. 비안도 남쪽 7 km 해역의 사당도 일대에서는 북동-남서 주향에 25°북서 경사를 보여준다. 비안도에서 비안도층은 덕산도 화강암에 의해 관입당했다.

## 중생대백악기화산암(고군산군도와 선유도 화산암체)
고군산군도 지역에는 중생대 백악기의 화산암이 발달한다. 이는 선유도 화산암체라 불린다.
- 무녀도 조면암(Kmtr; munyeo island trachyte)은 무녀도 남부와 신시도 남부 지역에 분포하며 유문암과는 점이적인 관계로 생각되나 명확히 정의되진 못하였다. 무녀도 지역에서 유상 구조가 발달되기도 하나 대개는 괴상(塊狀)이며 야외 노두에서 담색 또는 약간 붉은 빛을 띠는 정도를 보여준다. 현미경 관찰에 따르면 노두상의 산포된 결정은 장석으로 보인다. 무녀도 조면암에서도 선유도 일대 섬들에서와 마찬가지로 협소한 절리 간격이 특징적인 박판상(薄板狀) 절리의 발달이 자주 관찰된다.[2]
- 야미도 유문암(Kyrh; yami island rhyolite)은 야미도를 비롯하여 동에서 서로, 신시도, 무녀도, 선유도, 곶리도, 그리고 조그마한 섬인 계도, 시투섬, 살막섬, 박섬, 백포섬 등에 분포한다. 야미도 유문암은 신선한 노두에서 회색을 띠나 대개 백색을 띠는 경우가 많다. 야미도 지역 시료로부터 추출한 지르콘을 SHRIMP 분석한 결과 야미도 유문암의 암석 연령이 93.6±2.1Ma (9300만 년 전)로 나타났으며 부안 화산암체의 암석 연령이 8~9천만년 전인 것을 감안할 때 선유도 일대 화산체의 형성이 부안 화산체보다 약간 이른 시기에 있었던 것으로 보인다.[2]
- 선유도 유문각력암(Ksrb; seonyu island rhyolite breccia)은 선유도를 비롯하여 대장도, 장자도, 솔섬, 닭섬 등지에 분포하며 이 지역의 유문암은 파쇄되어 다른 유문암과는 구별된다. 이 암석은 선유도 일대 화산체의 중서부에 위치하며 이 분포지가 화산체의 중심부에 해당될 것으로 추정된다.[2]

## 단층

### 함열 단층
함열 단층은 원래 부여 분지의 남동측 경계를 이루는 단층으로 부안군까지 이어지는 이 수직 단층은 군산시 동부의 임피역 부근을 지나간다. 그러나 이 지역은 익산시와 군산시 사이로 넓은 평야지대가 발달하고 있어 명확한 단층의 증거는 발견하기 어렵다.

### 기타 단층
- 군산 시가지 지구의 월명동, 송풍동 지역에서 월명호수와 산북동 동부, 미룡동을 지나 옥구읍 수산리로 이어지는 활 모양의 단층이 발달한다. 이 단층은 신원생대 금성리층과 중생대 쥐라기 이암 및 사암(Jcg) 간의 경계를 이루고 있다.[1]
- 산북동에서 신관동을 지나 옥구읍 어은리로 이어지는 남-북 주향의 단층은 산북동층과 이암 및 사암층 사이에 발달하고 있으며 이 둘을 단층 접촉시킬 것으로 추정된다.[2]
- 군산저수지 부근에는 천매암의 노출과 관련된 역단층이 존재한다. 군산저수지 부근의 지질을 보면, 군산저수지 북쪽의 국도 제21호선 도로변에서는 고원생대의 편마암이 노출되며, 그 남쪽의 지방도 제709호선을 따라서는 임피층이 분포한다. 군산저수지 북동쪽의 능선을 따라서 옥산층의 천매암이 북쪽으로는 임피층과 접하고 남쪽으로는 운모편암과 접하며 노출된다. 천매암은 옥천층군 상위에 부정합으로 놓이고, 임피층과의 관계는 역단층으로 추정된다. 천매암층 전체가 심한 습곡 작용과 단층 작용을 받아서 엽리면 내지 층리면이 60° 이상의 고각을 보이는 경우가 대부분이고, 관찰되는 단층들이 대부분 역단층의 성격을 보이기 때문이다.[3]

## 같이 보기
- 익산시의 지질
- 부안군의 지질
- 고창군의 지질
- 논산시의 지질
- 한국의 지질
- 함열 단층